# Kenshō
Kenshō (japanisch 見性, etwa „Erkennen des eigenen Ichs“ oder „Erkennen der eigenen Natur“) ist eine geistige Erfahrung in der buddhistischen Tradition des Zen. Der Begriff bezeichnet ein initiales Erweckungserlebnis, bei dem der Erweckte seine eigene wahre oder Buddha-Natur erkennt, die es ihm ermöglicht, fortan im täglichen Leben am Verständnis dieser Erkenntnis zu arbeiten. Kenshō wird auch oft mit „Selbst-Wesens-Schau“ übersetzt, was bedeutet, dass man die wahre Natur seines Seins erkennt und dadurch die alles Seienden. Die Aufgabe für den Übenden besteht danach darin, diesen Zustand auf sein tägliches Leben zu übertragen, das heißt, nach dieser tief empfundenen Erkenntnis zu leben.

## Das Kenshō-Erlebnis
Durch Kenshō durchschaut man die illusionäre Natur des eigenständigen Selbst. Es liegt in der Natur des Geistes, dass jede Wahrnehmung ein wahrgenommenes Objekt, einen Wahrnehmungsprozess und ein wahrnehmendes Subjekt mit einbezieht. Beispielsweise Ich sehe dich.: Du – das wahrgenommene Objekt; sehen – der Vorgang der Wahrnehmung; Ich – das wahrnehmende Subjekt, das auf diese Weise von den wahrgenommenen Objekten getrennt scheint. Die Introspektion über den Versuch, das Ich eines wahrnehmenden Subjekts zu verstehen, führt zur Erkenntnis, dass ein Ich immer vollständig vom Prozess der Wahrnehmung abhängt und nicht getrennt von den wahrgenommenen Objekten betrachtet werden kann. Kenshō wird zuweilen synonym mit Satori verwendet, im Allgemeinen jedoch als „kleines Satori-Erlebnis“ bezeichnet, bei dem das fundamentale Erleuchtungserlebnis noch nicht eingetreten ist.

## Die Suche nach Kenshō
Die persönliche Arbeit auf das Ziel dieser Vergegenwärtigung hin ist zumeist ein langwieriger Prozess von Meditation und Introspektion unter der Anleitung eines Zen-Meisters oder eines anderen Lehrers. Die zugrundeliegende Methode heißt: Wer bin ich?, weil es genau diese Frage ist, die die Suche nach der eigenen wahren Natur anführt. Der erste Schritt auf dem Weg zum Kenshō ist der Gedanke, dass kein denkendes Ich existiert, sondern es gerade der Vorgang des Denkens ist, der die Illusion eines Ich hervorbringt.
Die Grundfrage nach dem Sein kann auch (und wird zumindest im Rinzai-Zen meist) in Form von Kōan formuliert, intellektuell „unlösbaren“ Aufgaben, die auf einer tieferen Ebene verstanden und vor und mit dem Meister im Dokusan (einer direkten Begegnung eins zu eins, deren Inhalte streng vertraulich behandelt werden) durch eine Art „Aufführung“ gelöst werden. Da diese Aufgaben fast immer auf Paradoxen aufbauen (berühmtestes Beispiel: Zeig mir den Klang einer klatschenden Hand), verwirrt sich der Verstand darin und es kann vorkommen, dass Schüler Wochen, Monate oder sogar Jahre an der Antwort sitzen und immer wieder vom Meister hinausgeschickt werden, um weiter zu arbeiten, bis sich in einem bestimmten „Zustand“ die Lösung wie von selbst ergibt – meist, indem die Frage sozusagen „abfällt“.
Koans gibt es in mehreren Sammlungen, die nacheinander „bearbeitet“ werden. Es gibt tiefgreifende Diskussionen darüber, ob diese Art der Ausbildung anhand alter Geschichten Sinn ergibt. In der Soto-Schule des Zen geht man von einem unmerklichen Reifen des Schülers (nördliche Schule) oder einem spontanen Kenshō (südliche Schule) aus. Koans sind in den Augen der Soto-Anhänger eher Anekdoten. Wer mit einem wirklichen Meister in Kontakt steht, erlebt oft diverse Situationen, die gleichsam spontane, individuelle Koans sind.